# Tyfový židovský hřbitov v Havlíčkově Brodě
Tyfový židovský hřbitov v Havlíčkově Brodě je unikátní historická památka. Je jediným hřbitovem svého druhu v České republice. Nachází se asi 1,5 km severně od centra města Havlíčkův Brod mezi poli, kde tvoří zalesněný pahorek.

## Historie
Hřbitov byl založen roku 1917 poté, co v táboře přeplněném židovskými uprchlíky z Haliče a Bukoviny, který se nacházel na území dnešní psychiatrické léčebny, vypukla epidemie skvrnitého tyfu a pro její oběti již nebylo místo na židovském hřbitově v centru města. Pohřbívání zde však bylo ukončeno bezprostředně po skončení první světové války. Prostor hřbitova byl udržován po celé období první republiky, přestože Německý Brod zaznamenával úbytek židovského obyvatelstva. Kvůli holokaustu se po druhé světové válce na hřbitov téměř zapomnělo a jeho prostor téměř šedesát let chátral. Peníze na jeho nejnutnější opravy a údržbu byly poprvé poskytnuty až v roce 2004.

## Umístění a původní stav
Hřbitov se nachází severně od Havlíčkova Brodu, asi 500 metrů za novým městským hřbitovem. Jedná se o velmi dobře patrný zalesněný ostrůvek v polích, kolem nějž byl po skončení první světové války vystavěn dřevěný plot a uvnitř také hřbitovní domek. Samotný prostor hřbitova tvořily vysoké stromy vysázené ve tvaru kříže, mezi nimiž byla nižší a hustší výsadba.

## Dnešní stav
Na hřbitovní ploše 25 x 25 m bylo dodnes zachováno 86 prostých náhrobních kamenů s hebrejskými nápisy. Výjimečně je uvedeno jméno, bydliště a datum úmrtí latinkou. Ke hřbitovu nevede žádná přístupová cesta. Do dnešních dní se nedochoval ani dřevěný plot, ani hřbitovní domek a těžko patrný je také původní záměr stromové výsadby. Přesto se jedná o jediný hřbitov svého druhu v českých zemích, jehož význam daleko přesahuje místní židovské dějiny.